# Antonio García Aranda
Antonio García Aranda (Alcalá de Henares, Comunidad de Madrid, 7 de noviembre de 1989), conocido futbolísticamente como Toño, es un futbolista español que juega como defensa.

## Trayectoria
Nacido en Alcalá de Henares, Madrid, Toño hizo sus debut en su último año con el humilde Atlético Saguntino en las ligas regionales. En el verano de 2009 se trasladó al C. D. Castellón, siendo asignado al equipo filial, también en el quinto nivel.
El 5 de septiembre de 2009 jugó su primer partido como profesional, entrando como suplente en los últimos 14 minutos en una derrota por 2-0 como visitante contra el R. C. Recreativo de Huelva para el campeonato de la Segunda División. Su primera titularidad fue el día 26 del mismo mes, en la derrota por 1-3 en casa ante el Rayo Vallecano. Fue definitivamente promovido al plantel principal en agosto de 2010, sin embargo, ahora en la Segunda División B y con muchos problemas financieros. Apareció en 25 partidos durante la la temporada, pero el club cayó otro nivel debido a esas dificultades económicas. 
El 9 de junio de 2011 se trasladó al Villarreal C. F., más concretamente a su filial, ubicado en la Segunda División. Actuó principalmente como relevo para Pere Sastre, apareciendo en 18 partidos con el Mini-submarino que bajó de categoría debido al descenso del primer equipo a Segunda División. 
El 15 de enero de 2013 fue cedido al C. E. Sabadell F. C. hasta junio. En febrero, sin embargo, sufrió una grave lesión de rodilla que lo sacó del resto de la campaña.
El 5 de enero de 2014 se trasladó al Recreativo de Huelva después de aceptar un contrato de 18 meses. Apareció regularmente como titular durante su corto período, disputando un total de 1055 minutos de acción para ayudar a una octava posición final. 
El 26 de agosto de 2014 firmó un contrato de cinco años con el Levante Unión Deportiva de la Primera División, por una suma no revelada.
En la entidad granota estuvo siete temporadas en las que jugó 162 partidos, marchándose en junio de 2021 tras haber sido rescindido su contrato. A principios de agosto decidió seguir su carrera en la S. D. Eibar y firmó por un año con opción a otro. Participó en 36 encuentros durante toda la campaña, pero el club armero optó por no renovarlo y quedó libre en junio de 2022.

## Clubes
| Club                          | País   | Año       |
| ----------------------------- | ------ | --------- |
| Atlético Saguntino            | España | 2008-2009 |
| C. D. Castellón "B"           | España | 2009-2010 |
| C. D. Castellón               | España | 2009-2011 |
| Villarreal C. F. "B"          | España | 2011-2014 |
| C. E. Sabadell F. C. (cesión) | España | 2013      |
| R. C. Recreativo de Huelva    | España | 2014      |
| Levante U. D.                 | España | 2014-2021 |
| S. D. Eibar                   | España | 2021-2022 |